# Rivière Hall (Québec-New Hampshire)
Pour les articles homonymes, voir Halls et Rivière Hall.
La rivière Hall (anglais : Halls Stream) est un cours d'eau frontalier en Estrie d'une longueur de 40,5 km et constitue un affluent de la rivière Connecticut. Sur la majeure partie de son cours, il forme la frontière entre la province de Québec (au Canada) à l'ouest et l'état du New Hampshire (aux États-Unis) à l'est.
Le cours de la rivière formant la frontière international coule dans :
- côté Est : municipalité de Pittsburg, comté de Coös, au New Hampshire et dans la municipalité de Canaan, dans le comté d'Essex, au Vermont ;
- côté Ouest : municipalité d'East Hereford, dans Coaticook (municipalité régionale de comté) (MRC), dans la région administrative de l'Estrie, au Québec.

## Géographie
La rivière prend sa source près du village de Saint-Malo coule du nord au sud, avec un paysage montagneux et forestier sur le côté du New Hampshire et un mélange de forêts et de fermes du côté québécois. Près de l'extrémité sud de la rivière, la frontière rejoint le 45e parallèle vers l'est et le cours d'eau coule dans l'état du Vermont sur près d'un km. Dans le village de Beecher Falls (Vermont), il rejoint la rivière Connecticut lequel forme la frontière entre le Vermont et New Hampshire.

## Histoire
Historiquement, ce cours d'eau fut inclus dans un conflit de frontière internationale, et il a fait partie du territoire temporaire nommée République de l'Indian Stream.

## Toponymie
Le terme "Hall" constitue un patronyme de famille d'origine anglaise.
Le toponyme "rivière Hall" a été officialisé le 5 décembre 1968 à la Commission de toponymie du Québec et le 29 octobre 1980 à la Geographic Names Information System (GNIS).